# Provincia di Svay Rieng
La provincia di Svay Rieng (in lingua khmer: ខេត្តស្វាយរៀង) è una provincia della Cambogia situata nella parte sud-orientale. Il capoluogo è la cittadina omonima di Svay Rieng, dove passa la Strada Nazionale N.1 (NH1), che collega il posto di confine internazionale di Bavet alla capitale Phnom Penh.
La provincia è suddivisa amministrativamente in 7 distretti.
- 2001 Chanthrea - ចន្រ្ទា
- 2002 Kampong Rou - កំពង់រោទ៍
- 2003 Romdoul - រំដួល
- 2004 Romeas Haek - រមាសហែក
- 2005 Svay Chrom - ស្វាយជ្រំ
- 2006 Svay Rieng - ស្វាយរៀង
- 2007 Svay Theab - ស្វាយទៀប

I 7 distretti a loro volta sono suddivisi in 80 comuni (khum) e 690 villaggi (phum).

## Geografia e storia
Una porzione rilevante della provincia protrude in territorio vietnamita, per la sua forma caratteristica è chiamata "becco di pappagallo" (in vietnamita: Mỏ Vẹt).
Dalla primavera del 1969 fu uno degli obiettivi dei bombardamenti segreti americani autorizzati dal presidente Richard Nixon (ed ammessi dal Pentagono nel 1973) contro i cosiddetti "santuari comunisti", che causarono molte vittime tra la popolazione civile. In effetti i Viet Cong e l'esercito regolare del Nord Vietnam utilizzavano da tempo parte della Cambogia come zona di appoggio logistica per gli attacchi verso il Vietnam del Sud oltre che per il trasporto di materiale bellico proveniente da Sihanoukville, malgrado il Nord Vietnam avesse sottoscritto ufficialmente la neutralità cambogiana, approfittando della debole resistenza offerta dal governo del principe Norodom Sihanouk. Dopo il colpo di Stato di Lon Nol nel marzo 1970, gli Stati Uniti intervennero ufficialmente, appoggiando una serie di azioni terrestri condotte in congiunzione alle forze sudvietnamite in territorio cambogiano.
Dalla fine del 1975 fu teatro di combattimenti tra i Khmer rossi e le forze armate vietnamite che, oltre a rispondere alle sanguinose incursioni dei primi in territorio vietnamita, miravano a costringere il regime a negoziati con un impegno limitato che non provocasse l'intervento cinese.

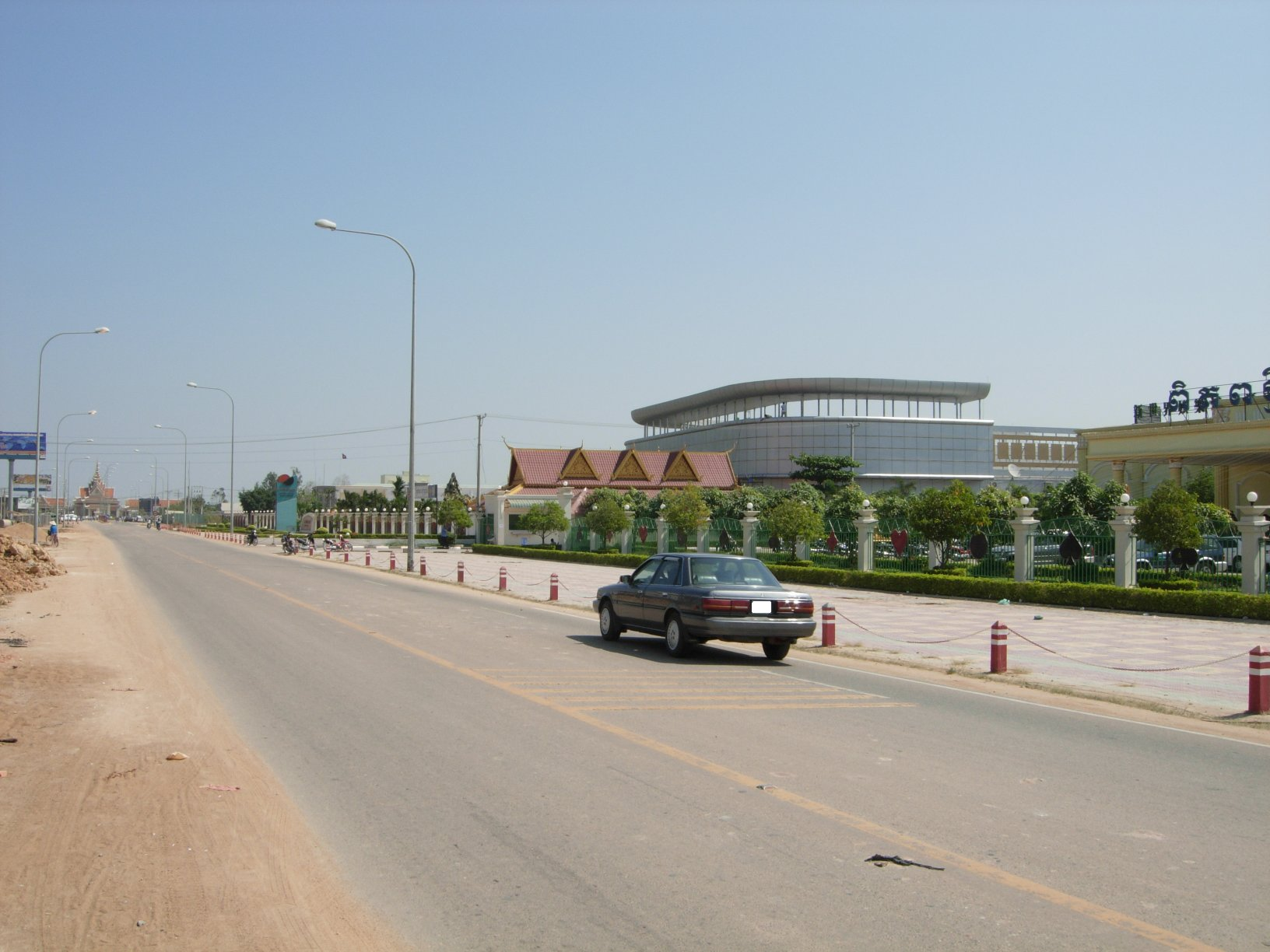
Sulla NH1 poco oltre il confine di Moc Bai-Bavet (visibile in fondo), sulla destra la lunga fila dei casinò.